# Xã Garfield, Quận Grand Traverse, Michigan
Xã Garfield (tiếng Anh: Garfield Township) là một xã thuộc quận Grand Traverse, tiểu bang Michigan, Hoa Kỳ. Năm 2010, dân số của xã này là 16.256 người.